# Chhindwara (huyện)
Huyện Chhindwara là một huyện thuộc bang Madhya Pradesh, Ấn Độ. Thủ phủ huyện Chhindwara đóng ở Chhindwara. Huyện Chhindwara có diện tích 11815 ki lô mét vuông. Đến thời điểm năm 2001, huyện Chhindwara có dân số 1848882 người.